# NKK Soccer Club 1991-1992
Questa voce raccoglie le informazioni riguardanti il NKK Soccer Club nelle competizioni ufficiali della stagione 1991-1992.

## Stagione
Appena retrocesso dalla prima divisione, il NKK rinnovò la propria rosa includendo due stranieri tra cui il difensore della nazionale salvadoregna Jaime Rodríguez e affidò la guida tecnica al centravanti Toshio Matsuura, appena ritiratosi dall'attività agonistica. Eliminato dal Matsushita Electric al secondo turno della Japan Soccer League Cup, il NKK disputò un campionato a ridosso delle prime posizioni della classifica, ottenendo un quarto posto finale che gli valse l'accesso alla prima edizione della neocostituita Japan Football League.

## Rosa
| N. |                     | Ruolo | Calciatore        |
| -- | ------------------- | ----- | ----------------- |
| 1  | Giappone (bandiera) | P     | Kiyotaka Matsui   |
| 3  | Giappone (bandiera) | D     | Yoshikazu Isoda   |
| 4  | Giappone (bandiera) | D     | Yoshinori Senbiki |
| 5  | Giappone (bandiera) | D     | Hisao Kuramata    |
| 6  | Giappone (bandiera) | C     | Katsuo Kanda      |
| 14 | Giappone (bandiera) | C     | Satoru Mochizuki  |
| 16 | Giappone (bandiera) | C     | Koji Oikawa       |
| 21 | Giappone (bandiera) | P     | Shinji Yamazaki   |

| N. |                        | Ruolo | Calciatore         |
| -- | ---------------------- | ----- | ------------------ |
| 23 | Giappone (bandiera)    | D     | Yasuhide Ihara     |
| 25 | Giappone (bandiera)    | P     | Koichi Kidera      |
|    | Giappone (bandiera)    | D     | Shōkichi Satō      |
|    | El Salvador (bandiera) | D     | Jaime Rodríguez    |
|    | Giappone (bandiera)    | C     | Takatoshi Yamamoto |
|    | Giappone (bandiera)    | C     | Yasutoshi Kanda    |
|    | Cina (bandiera)        | A     | Ma Lin             |
|    | Giappone (bandiera)    | A     | Katsuyoshi Tamura  |

## Statistiche

### Statistiche di squadra
| Competizione   | Punti | Totale | Totale | Totale | Totale | Totale | Totale | DR  |
| Competizione   | Punti | G      | V      | N      | P      | Gf     | Gs     | DR  |
| -------------- | ----- | ------ | ------ | ------ | ------ | ------ | ------ | --- |
| JSL Division 2 | 60    | 30     | 18     | 6      | 6      | 51     | 24     | +27 |
| JSL Cup        | -     | 2      | 1      | 0      | 1      | 3      | 1      | +2  |
| Totale         |       | 32     | 19     | 6      | 7      | 54     | 25     | +29 |